# Arlöv
Arlöv is de hoofdplaats van de gemeente Burlöv in het Zweedse landschap Skåne en de provincie Skåne län. De plaats heeft 9108 inwoners (2005) en een oppervlakte van 456 hectare. Behalve hoofdplaats van de gemeente Burlöv is Arlöv ook een deel van de stad Malmö, de plaats ligt op 5 km afstand van het centrum van deze stad.

## Verkeer en vervoer
Bij de plaats lopen de E6, E20 en E22.
De plaats ligt aan de spoorlijnen Göteborg - Malmö, Malmö - Billesholm, Katrineholm - Malmö en de goederenlijn Ängelholm - Arlöv.

## Geboren
- Pontus Jansson (1991), voetballer

## Galerij

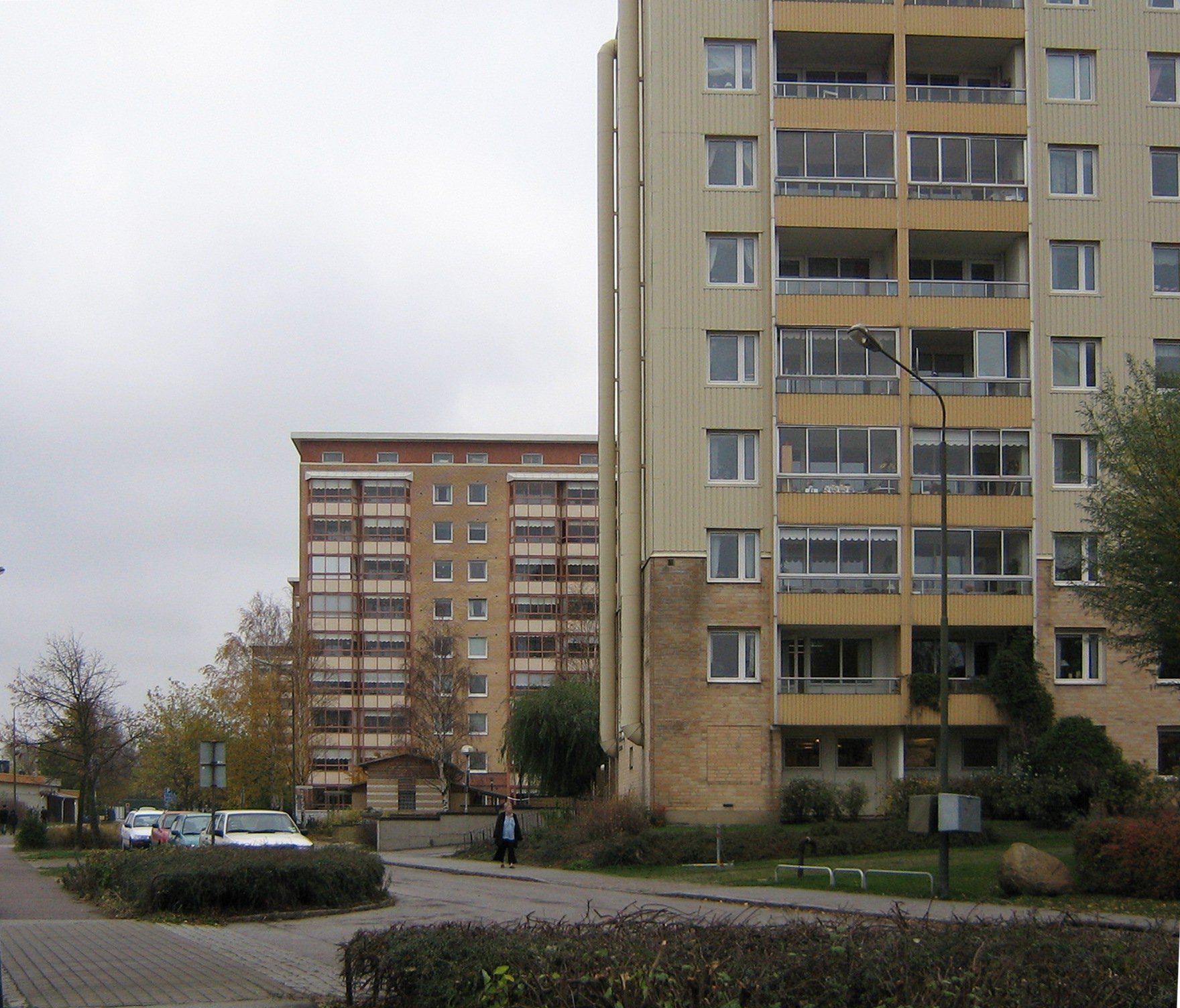
9 verdieping hoge flatgebouwen in Arlöv

Arlöv · Åkarp · Burlövs egnahem